# 2011年11月臺灣
| << | 2011年11月 （民國100年） | >> |    |    |    |    |
| \| 日 \| 一 \| 二 \| 三 \| 四 \| 五 \| 六 \| \| \| \| 1 \| 2 \| 3 \| 4 \| 5 \| \| 6 \| 7 \| 8 \| 9 \| 10 \| 11 \| 12 \| \| 13 \| 14 \| 15 \| 16 \| 17 \| 18 \| 19 \| \| 20 \| 21 \| 22 \| 23 \| 24 \| 25 \| 26 \| \| 27 \| 28 \| 29 \| 30 \| \| \| \| \| \| \| \| \| \| \| \| |                          |    |    |    |    |    |
| 臺灣新聞動態／維基新聞 |                          |    |    |    |    |    |
| 世界／中国大陆／臺灣 |                          |    |    |    |    |    |
| 日 | 一                       | 二 | 三 | 四 | 五 | 六 |
| |                          | 1  | 2  | 3  | 4  | 5  |
| 6 | 7                        | 8  | 9  | 10 | 11 | 12 |
| 13 | 14                       | 15 | 16 | 17 | 18 | 19 |
| 20 | 21                       | 22 | 23 | 24 | 25 | 26 |
| 27 | 28                       | 29 | 30 |    |    |    |
| |                          |    |    |    |    |    |

## 11月1日
- 【政治】親民黨公布宋楚瑜的第一波連署書，總共有35萬5,589份送到市選委會。依照總統副總統選舉罷免法規定，被連署人的連署人數須達最近一次立法委員選舉選舉人總數1.5%，中選會公告的第7屆立委選舉人數是1717萬9656人，因此參選總統連署門檻依法須達25萬7695人。（中央社 中時/中廣）
- 營建署玉山國家公園管理處副處長吳祥堅表示，離世界新七大自然奇景，網路投票時間至11月11日下午7時11分為止。這次入圍28個景點的東亞地區僅韓國濟州島和台灣玉山，韓國人一向團結積極投票，他呼籲國人也要踴躍上網投票。中央社-1中央社-2
- 工研院綠能所所長童遷祥表示，國際間各種二氧化碳捕獲技術的成本逾每公噸45美元；捕獲過程要額外消耗電廠能量20%至30%；但工研院的自有專利，加上中科院院士范良士的專利加持，初步可將捕獲耗能降至12% ，捕獲成本降至每公噸26美元以下。目前工研院與台泥公司已簽署「推動二氧化碳捕獲與封存技術商業化運轉」合作意向書。中央社-1中央社-2中央社-3
- 成功大學同日宣布成功研發出烘焙芒草成為「芒草碳」的技術，若是能再透過基因改良提高芒草產量，未來可能使芒草碳取代燃煤。另表示，芒草碳不只能解決燃煤問題，也能透過種植芒草吸收二氧化碳。歐盟目前正大力推動種植芒草，且制訂白皮書，規定每年要使用5%以上的芒草替代能源。中央社
- Canalys數據顯示，第3季全球智慧型手機銷售量達1.2億支，年成長49％，宏達電第3季在美國智慧型手機市佔率以22.9％領先三星、蘋果。全球最大智慧型手機銷售市場則落於美國，而全球第2大智慧型手機市場則為中國，其第3季銷售量只比美國少0.86％。中時報/工商時報

## 11月4日
- 台北市美容健康暨兩岸交流協會會長蕭采縈教人「撥筋」，參酌中醫理論結合工具按壓身體較深層經絡，促氣血流通順暢，恢復自癒。中央社
- 交通部同日晚獲訊，10月28日凌晨澎湖外海15浬處，台籍金門運補船德興輪，與賴比瑞亞籍全貨櫃船柯春輪擦撞沉沒，13船員落海，2人死亡、2人失蹤。中央社
- 華航今起新增桃園直飛大連每週五以A330-300客機直飛往返1個班次，提供30席商務艙及277席經濟艙座位。中央社
- 國家生技醫療產業策進會今頒發「第8屆國家新創獎」，36項技術備受矚目。中央社生策會-1生策會-2（页面存档备份，存于）

## 11月5日
- 歐盟2012年1月1日預計實施航空運輸業碳交易。華航、長榮表示，若確定，台灣到歐洲航線機票單程上漲預計超過新台幣100元。中央社
- 馬偕醫院眼科主治醫師鄭惠川說，超過40歲的人，大約10人就有4人老花眼，其逐漸產生的老花眼，度數約從100度開始年增10度。中央社
- 「2011年海洋知識活動日」同日在科教館開展，11月5日~13日計9天，以海洋災防科技與能源作為展示主軸展示。中央社科教館[永久]

## 11月7日
- 交通部台鐵正推動「南港調車場都市更新計畫」，同日舉行招商說明會。預估此區域將成為高科技產業進駐辦公的新首選。中央社
- 台鐵新竹內灣支線因改善而致停駛達4年，同日召開記者會宣布，將於11月11日重新復駛，首航推蒸氣火車頭DT668為復駛主角。中央社
- 世界經濟論壇（WEF）之「全球競爭力報告（Global Competitiveness Report）」本月初公布之2011-2012年報告中，台灣排名仍維持第13，於亞洲國家則名列第4，尚落後新加坡、日本、香港。但所評比之111項指標有8項獲第1名評價。ITIS智網[]
- 由院長王建煊在上午首次外借以辦理婚禮，運用遊覽車載四、五十人進入監察院禮堂，是監察院成立以來，首次用於婚禮之用，目的是整飭官箴，而且沒花公家經費，事後民眾表示也想借用監察院大禮堂舉辦結婚儀式。故研擬禮堂出借辦法，若能簡樸不鋪張，民眾可在監察院禮堂舉辦婚禮，場地免費，唯布置場地等費用須自行負擔，且不得破壞建築物外觀，歡迎用電腦影像處理做建築物外觀創意設計。

## 11月8日
- 立法院今三讀通過道路交通管理處罰條例部分條文，開放550cc以上大型重型機車有條件行駛高速公路。估最快2012年8月重機上國道。中央社
- 「2011台北海碩國際職業女子網球公開賽」主辦單位表示，國際網球總會（ ITF）公開認證海碩盃是ITF第1個正式採用鷹眼的賽事。賽期間，球員共提出124次挑戰，其中成功45次，成功率36%，和正常值35%相去不遠。表示下屆海碩盃也將沿用鷹眼協助執法。中央社

## 11月9日
- 國科會同日公布「台灣氣候變遷報告」指出，台灣近30年增溫加速，預計至世紀末，溫度恐增2至3度。中央社
- 「MAXXIS太魯閣國際自行車登山賽」20日登場，社長蔡慶文表示，2010年曾舉辦過此登山賽，但屬暖身性質，2011年定為第1屆。中央社
- 【影劇】 交通部觀光局2011年與 TLC旅遊生活頻道合作製播「瘋台灣大挑戰」節目，為宣傳台灣多元旅遊特色，將由觀光局提供全台10條特色旅遊路線或活動，由節目單位設計關卡，以高額獎金吸引多名外國挑戰者報名參加。中央社-1中央社-2

## 11月10日
- 駐堪薩斯州辦事處處長劉姍姍突遭聯邦調查局以外籍勞工契約詐欺罪名逮捕，造成劉姍姍事件。
- 公視製作8年的紀錄片「聽時代在唱歌」終於完成。其籌製8年、訪問超過150名音樂人、搜羅1,450則珍貴影音資料的紀錄片，共分為6集，以年代做為分界，完整呈現台灣流行音樂的歷史。預計播出時段自2011年11月16日~18日，每晚10點在公共電視播出。中央社公共電視（页面存档备份，存于）

## 11月11日
- 前哈佛大學甘迺迪學院國際安全研究員克恩（Paul V. Kane）在《纽约时报》發表文章稱，具體建議歐巴馬總統「甩台灣、救經濟」。中央社（页面存档备份，存于）
- 宏達電資深工程師康吉成在南湖大山受困，運用手機GPS定位求救。衛星導航系統業者表示，手機的GPS功能是透過基地台來確定用戶位置，與專業導航設備利用衛星定位不同。若於深山或基地台密度不足的地方使用「手機 GPS定位」，誤差值將被放大，讓用戶安全風險提高。中央社（页面存档备份，存于）

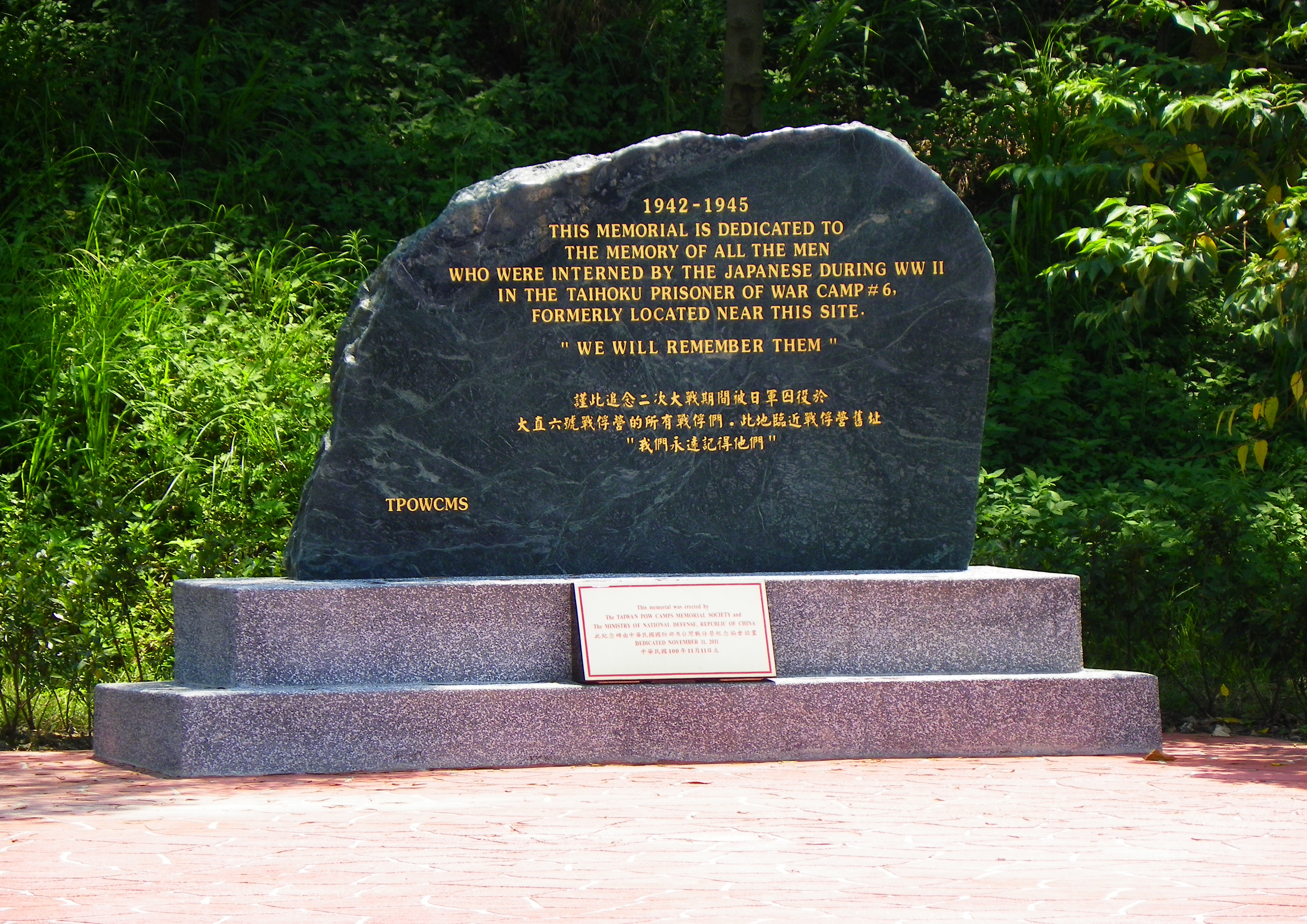
大直六號戰俘營紀念碑。

- 國防部常務次長熊湘台中將11月11日代表國防部長高華柱，出席位於臺北市中山區國防部新營區的大直六號戰俘營紀念碑獻碑典禮，英國貿易文化辦事處駐臺代表康博偉（David Campbell）、澳洲工商辦事處代表馬克文（Kevin Magee）、戰俘代表Ken Pett，以及當年盟軍曾在該戰俘營遭拘禁者的家屬等廿餘人出席儀式。軍聞社（页面存档备份，存于）、台灣英文新聞（页面存档备份，存于）

## 11月14日
- 台灣海洋大學校長李國添表示，為有效開發海洋能源，團隊研發台灣首部「全沒水式潮流發電機組」，期望未來可以利用潮流進行發電。中央社
- 網際網路工程工作小組（IETF）首度在台北舉行會議，在為期6天的會議期間，面對面地討論新一代「IPv6網際網路標準」。中央社

## 11月15日
- 中國醫藥大學生物科技系教授鍾景光和醫學系副教授楊家欣釐清大蒜抗癌成分如何運作，提供藥物研發契機，研究論文獲得「湯森路透科學卓越研究獎」。中央社

## 11月16日
- 台北慈濟醫院小兒科醫師趙露露指出，從嬰兒猝死案例分析，絕大多數的嬰兒都呈趴睡姿勢，新生兒因肌肉力量不足，趴睡會因無力抬頭或轉頭而增猝死危險。側睡易滾翻成趴睡，呼籲家長莫讓1歲6個月以下的嬰兒趴睡，甚至是側睡，以避免嬰兒因而造成窒息。中央社
- 中鋼與台灣大學材料系及巴西CBMM跨國鈮礦公司合作，同日於台大工學院成立「先進鋼鐵組織控制研究中心」。中央社
- 台灣銀行各分行公開發售共計5萬5千套的「新台幣硬幣原住民族系組合─賽德克族篇」，每套定價250，是中央銀行發行新台幣硬幣原住民族系組合的最後一套。中央社中央銀行

## 11月17日
- 經濟部技術處ITIS計畫統計指出，第3季臺灣整體「IC業產值」新台幣3,767億元，季減6%，預期第4季產值將較第3季再減4.6%，全年產值恐年減11.4%。中央社
- 經濟部技術處表示，工研院目前積極整合台灣數位 X光產業資源，結合上下游廠商，正式成立「數位X光產業聯盟」。中央社

## 11月18日
- 歐盟「2011 伽利略創新大賽」同日宣布，資策會開發的「分散式計程車派遣」和「雙模無線車路整合號誌警示系統」技術，分別獲得台灣區總冠軍與創新實作獎全球亞軍。中央社
- 經濟部技術處ITIS計畫顯示，預估今年通訊設備產值達新台幣1兆910億元，年增28.6%。中央社

## 11月20日
- 動態隨機存取記憶體(DRAM)市場嚴重供過於求，產品價格慘跌。再加上泰國水災衝擊，硬碟供應銳減 1/3，影響個人電腦及伺服器等產品正常出貨，預期第4季台灣 DRAM廠恐將持續全數虧損。中央社

## 11月21日
- 經濟部技術處ITIS計畫顯示，2011年太陽能產業第3季季報，產值新台幣401.96億元，較第2季成長0.2%，較2010年同期衰退27.6%。預估第4季將持續衰退，季減約36.2%。中央社
- 經濟部長施顏祥表示，將設立「台日產業合作推動小組」，預估日本每年對台投資額，將由現行2011年平均每年5億美元，達到2016年的10億美元。中央社[]
- 台南市政府農業局說，自11月8日起，一波降雨致當地「農損」，統計被害金額達約新台幣7,500萬元，請農民提出現金補助申請。中央社

## 11月22日
- 行政院主計處新聞稿發布指出，民國100年（2011年）十月份人力資源調查統計結果，十月失業率為4.30%，較上月上升0.02個百分點，較上年度十月份下降0.62個百分點。十月就業率，較上月上升0.14個百分點，較上年度十月份亦增1.94個百分點。就業方向與上月比較，主要增加在服務部門（0.12%）、工業部門（0.15%）、農業部門（0.38%）。但若與上一年度同月比較，服務部門增加（1.88%）、工業部門增加（2.56%）、農業部門減少（1.62%）。新聞稿/行政院主計處（页面存档备份，存于）

## 11月23日
- 全台首座「全規格電動車充電站暨智慧電動車工程驗證平台」，財團法人車輛研究測試中心同日於彰濱工業區車輛中心正式啟用。中央社

## 11月24日
- 衛生署統計全台灣糖尿病人口約140萬人，約4成需靠洗腎度日。中央社

## 11月25日
- 台灣高等法院同日宣判，房地業者黃春樹遭綁撕票案，共犯之一徐自強更七審，撤銷更六審死刑判決，改判處無期徒刑，褫奪公權終身。中央社

## 11月26日
- 2012年，美歐日中等主要國家將逐步或完全淘汰白熾燈，淘汰的同時，均將支持節能環保的半導體照明。中央社